# Těžní lano
Těžní lano je ocelové lano, které slouží k vytažení osob a hornin z hlubinného dolu na zemský povrch. Nejčastěji je těžní lano je navíjeno na buben těžního stroje. V případě těžního stroje systému Koepe se lano nenavíjí, ale prochází po obvodu třecího kotouče zpět do jámy, kde je protizávaží (druhá klec nebo skipová nádoba). Předchůdci ocelového těžního lana byla lana konopná nebo ocelové řetězy.

## Vynález
Vynález ocelového lana je spojen s báňskou činností. Wilhelm August Julius Albert (1787 Hannover – Clausthal), který pracoval v těžebním průmyslu, nebyl spokojen s konopnými lany ani s ocelovými řetězy. Konopná lana podléhala hnilobě a kovové řetězy praskaly bez varování. Wilhelm August postavil stroj, na kterém vystavoval řetězy opakovanému namáhání. Výsledkem jeho pokusů bylo zjištění, že selhání řetězů není způsobeno přetížením, ale únavou materiálu. Následovaly pokusy s ocelovým lanem, které se osvědčilo v dole Caroline a brzy se rozšířilo do celého světa.

## Další vývoj
Vynálezem a výrobou použitelného lana neskončil vývoj těžních lan. Na lana byly kladeny stále větší nároky:
- s vytěžením vrchních slojí se zvětšila se hloubka šachet[2]
- s intenzivnější těžbou se lano zatěžovalo klecí jenž pojmula více vozíků[2]
- s intenzivnější těžbou se zrychlovala rychlost klece v šachtě

Byla vyráběna lana větších průměrů, ale toto řešení narazilo na fyzikální hranice. Proto se lana vyráběla z kvalitnějších ocelí, aby váha samotného lana nesnižovala jeho únosnost. Mimo těžního lana samotného bylo důležité i jeho upevnění na klec. Konstrukce, kde byl konec lana ohnut o 180° a sevřen svorkami k lanu se neosvědčila. Kvůli deformaci lana svorkami a ohnutí lana v malém poloměru bylo toto upevnění zdrojem poruch. Proto se přistoupilo k upevnění bez ohnutí lana. Ani upevnění patentovaným zámkem nebylo bez závad.

## Nehody
Četnost a závažnost přetržení lana byla zlehčována. Po přetržení lana v jámě Mathildenschacht psaly noviny o vzácné události, která se v Sársku stala naposledy před čtyřmi lety. V německém tisku se v roce 1911 objevila informace, že za první desetiletí dvacátého století se použilo v Porúří 5163 těžních lan. Počet nehod se ve srovnání s předchozími desetiletími snížil, protože k přetržení během provozu došlo jen v 57 případech, což je 1,10 %. Ve Slezsku to bylo 1,12 % a v Sársku 1,11 %. I přes zdokonalování lan docházelo k jejich selhávání:
| Rok  | Stát             | Země                         | Město            | Důl                                    | Produkt   | Počet mrtvých  |
| ---- | ---------------- | ---------------------------- | ---------------- | -------------------------------------- | --------- | -------------- |
| 1866 | Německo          | Severní Porýní-Vestfálsko    | Bottrop          | Prosper                                | č. uhlí   | 14             |
| 1874 | Rakousko-Uhersko | Čechy                        | Kladno           | Kateřina                               | č. uhlí   | 6              |
| 1883 | Velká Británie   | Anglie                       | Redruth          | Wheal Agar                             | měď, cín  | 12             |
| 1898 | Německo          | Severní Porýní-Vestfálsko    | Wattenscheid     | Holand II                              | č. uhlí   | bez obětí      |
| 1898 | Německo          | Horní Slezsko                | Bytom            | Paulusgrube (jáma Gotthardtschacht)    | č. uhlí   | 24             |
| 1898 | Německo          | Severní Porýní-Vestfálsko    | Recklinghausen   | General Blumenthal (jáma III.)         | č. uhlí   | 17             |
| 1899 | Rakousko-Uhersko | Slezsko                      | Polská Ostrava   | Michaeli                               | č. uhlí   | 2              |
| 1900 | Rakousko-Uhersko | Slezsko                      | Hranečník        | Jan Maria                              | č. uhlí   | 13             |
| 1902 | Rakousko-Uhersko | Slezsko                      | Karviná          | Hohenegger                             | č. uhlí   | 5              |
| 1902 | Německo          | Porýní-Falc                  | Daaden           | Glaskopf                               |           | 2              |
| 1905 | Francie          | Pays de la Loire             | Avrillé u Angers |                                        | břidlice  | 15             |
| 1906 | Rakousko-Uhersko | Čechy                        | Kladno           | Ronna                                  | č. uhlí   | 2              |
| 1907 | Německo          | Sársko                       | Püttlingen       | Gerhart (jáma Mathildenschacht)        | č. uhlí   | 22             |
| 1907 | Německo          | Severní Porýní-Vestfálsko    | Essen            | Preussen I                             | č. uhlí   | 4              |
| 1907 | Německo          | Sasko-Anhaltsko              | Klostermansfeld  | Zirkelschacht                          | měď       | 3              |
| 1907 | Německo          | Dolní Sasko                  | Volpriehausen    | Justus                                 | potaš     | bez obětí      |
| 1910 | Velká Británie   | Skotsko                      | Bellshill        |                                        | č. uhlí   | 8              |
| 1910 | Německo          | Severní Porýní-Vestfálsko    | Herne            | Shamrock (jáma I.)                     | č. uhlí   | 3              |
| 1910 | Německo          | Horní Slezsko                | Bytom            | Ida                                    | č. uhlí   | 2              |
| 1911 | Německo          | Severní Porýní-Vestfálsko    | Dortmund         | Fürst Hardenberg (jáma 2)              | č. uhlí   | 9              |
| 1912 | Německo          | Severní Porýní-Vestfálsko    | Gelsenkirchen    | Graf Bismarck                          | č. uhlí   | 4              |
| 1913 | Rakousko-Uhersko | Slezsko                      | Polská Ostrava   | Emma                                   | č. uhlí   | 7              |
| 1914 | Německo          | Severní Porýní-Vestfálsko    | Oberhausen       | Oberhausen                             | č. uhlí   | 1              |
| 1915 | Rakousko-Uhersko | Slezsko                      | Radvanice        | Ludvík                                 | č. uhlí   | bez obětí      |
| 1917 | Německo          | Severním Porýní – Vestfálsko | Bochum           | Karel Bedřich                          | č. uhlí   | 42             |
| 1920 | Německo          | Severním Porýní – Vestfálsko | Ahlen            | Westfalen                              |           | 14             |
| 1920 | Německo          | Severní Porýní-Vestfálsko    | Dortmund         | Karlstuhle II                          |           | 14             |
| 1921 | Německo          | Sasko                        | Reinsdorf        | Florentin Kästner                      | č. uhlí   | 12             |
| 1923 | Velká Británie   | Anglie                       | Sheffield        |                                        |           | 40             |
| 1924 | Německo          | Severní Porýní-Vestfálsko    | Hamborn          | Friedrich                              |           | 6              |
| 1925 | Německo          | Severní Porýní-Vestfálsko    | Essen            | Mattias Stinnes (jáma 5)               | č. uhlí   | 10             |
| 1925 | Francie          | Lotrinsko                    | Merlebach        | Rebeau                                 |           | 51             |
| 1928 | Německo          | Severní Porýní-Vestfálsko    | Erkenschwick     |                                        | č. uhlí   | 13             |
| 1928 | USA              | Severní Karolína             |                  |                                        |           | 4              |
| 1929 | Německo          | Severní Porýní-Vestfálsko    | Übach-Palenberg  | Carolus-Magnus                         | č. uhlí   | bez obětí      |
| 1929 | Německo          | Severní Porýní-Vestfálsko    | Bochum           | Hannibal                               | č. uhlí   | 3              |
| 1933 | Německo          | Sasko                        | Klostermansfeld  | Witzthum                               | měď       |                |
| 1935 | Polsko           | Halič                        | Brzeszcze        | Brzeszcze                              | č. uhlí   | 6              |
| 1936 | Československo   | Čechy                        | Březové Hory     | Anna                                   | stříbro   | lano přepáleno |
| 1937 | Československo   | Čechy                        | Březové Hory     | Vojtěch                                | stříbro   | 1(4)           |
| 1941 | Německo          | Severní Porýní-Vestfálsko    | Rotthausen       | Dahlbusch                              | č. uhlí   | bez obětí      |
| 1946 | Německo          | Dolní Sasko                  | Peine            | Peine                                  | žel. ruda | 46             |
| 1961 | Polsko           | Horní Slezsko                | Zabrze           | Zabrze - Königin Louise (jáma Carnall) | č. uhlí   | 14             |
| 1964 | Německo          | Severní Porýní-Vestfálsko    | Hamm - Hessen    | Sachsen                                |           | 18             |
| 1974 | Československo   | Slezsko                      | Horní Suchá      | Prezident Gottwald                     | č. uhlí   | 8              |

## Řešení problému
Byla prosazována řešení, která měla zabránit smrtelným úrazům způsobeným přetržením těžního lana:
- zvýšené požadavky na kvalitu lan[46]
- eliminace extrémních dynamických zatížení[46]
- vývoj záchytných zařízení
- zpřísnění předpisů týkajících se kontroly a údržby těžních lan

#### Kvalita lan
Část odborníků považovala kvalitu těžního lana za nejlepší bezpečnostní faktor a za mnohem důležitější než používání bezpečnostních zařízení k zachycení klece. Rozhodující bylo provedení takových opatření, aby se těžní lano nepřetrhlo. Tato část odborníků odmítala bezpečnostní zařízení pro jejich neúčinnost při rychlostech padající klece. Zařízení nevyvine dostatečnou sílu k zachycení; pokud ji vyvine, dochází ke stržení vodítek. V případech, kdy se vodítka ve spodní části jámy přibližují, nenastane zbrzdění klece, ale vlivem sevření je klec rozdrcena.

#### Eliminace extrémních dynamických zatížení
Odborníci se zabývali jízdním odporem klece, která není ve všech úsecích stejná a může zapříčinit rozkmitání. Tyto kmity vyvolávají síly, které překonají předepsanou nosnost lana, byť je stanovena s rezervou. Dopracování této teorie zabránily válečné události. Patentovaná konstrukce č. DE456013C Zařízení na ochranu a zabránění přetržení dopravníkových lan Ernsta Freseho řešila problém pomocí bubnu upevněného na kleci. Na buben bylo navinuto těžní lano v několika otáčkách. Během běžného provozu byl buben zajištěn pojistkou, která zamezila jeho otáčení. Při zvedání těžní klece mohlo dojít k nadměrnému tahu těžního lana, po kterém byla pojistka bubnu uvolněna. Buben byl ale přibržďován, takže odvíjení lana proběhlo v delším časovém úseku, který postačoval k vypnutí motorů těžního stroje.

#### Vývoj záchytných zařízení[58]
Záchytná zařízení mají 3 základní prvky:
- pojistku, která uvolní mechanismus
- zdroj energie, který aktivuje brzdu
- brzdu, která přeměňuje kinetickou energii klece na jinou formu energie a tím zastavuje pohyb

Často se mluvilo o zádržném zařízení, ale ČSN EN 795 definuje zádržný systém jako technické řešení, které zabrání vzniku pádu. Jakmile dojde k pádu klece do jámy je vhodnější mluvit o záchytném zařízení. V titulcích novin se objevily sugestivní otázky: „Je lepší silné lano nebo záchytné zařízení? Pokud se nedařilo vyrobit spolehlivé těžní lano, upíraly se myšlenky techniků k zařízením eliminujícím následky přetržení lana. Byly vyvinuty záchytné systémy Calow, Lohmann, White &.Grant, Fontaine, Münzner a Friemann und Wolff. Větší úspěšnost těchto zařízení bylo možno předpokládat v případech, kdy bylo lano přetrženo v blízkosti klece. Zařízení se mohlo aktivovat, na rozdíl od situace, kdy plápolající lano bylo brzděno třením o stěny jámy a udržovalo zařízení v napětí.
Jakmile povolilo napětí lana, čelisti zachycovače sevřely průvodnice namontované na stěnách jámy a třením klec zastavily. Zařízení muselo působit na delší dráze; okamžité zastavení rozjeté klece by mělo následky jako nebržděný náraz. V roce 1933 se přetrhlo lano na šachtě Witzthum v Klostermansfedu (Sasko). I když klec spadla do hloubky 744 metrů, dva horníci utrpěli jen lehká zranění. Přes 3000 horníků mělo týdenní výluku, protože musely být opraveny průvodnice.
Při pádu klece dne 12. září 1974 na Dole prezident Gottwald byly stopy po brždění v prvních 100 metrech, dalších 200 metrů stopy na průvodnicích nebyly a objevily se až 100 metrů od místa dopadu klece.

#### Zpřísnění předpisů týkajících se kontroly a údržby těžních lan
V Německu došlo v roce 1912 ke zpřísnění předpisů pro jízdu na laně v dolech. Byly přijaty zásady, které se používaly i v jiných zemích:
- při přepravě osob musí být zachováno pomalejší tempo, aby se zabránilo příliš tvrdému dosednutí klece s pracovníky
- těžní lano musí trvale zaručovat minimálně šestinásobnou bezpečnost ve vztahu k maximálnímu zatížení
- těžní lano bude mít certifikaci která bude obsahovat zkoušky ohybem, trháním a kroucením
- těžní lano musí být zkoušeno po dobu nejméně tří hodin s obvyklým zatížením
- po zkoušce nesmí mít lano závady
- před začátkem ranní směny budou prováděny denní prohlídky lana s maximální rychlostí jeden metr za sekundu
- strojník může být ve službě maximálně 9 hodin.[66]

Změny předpisů o jízdě v jámách na laně proběhly v roce 1913 i v českých zemích. Po havárii dne 14. prosince 1914 v Ostravě na dole Emma byla provedena expertiza. Vyšetřováním se zjistilo, že na lano byl nanášen dehet kvůli jeho konzervaci. Do části lana, která při průchodu lanovnicí byla ohýbána, vnikl dehet hluboko. Dehet obsahoval kyselinu, která rozleptala vnitřní dráty a lano tak oslabil. Na základě expertizy byly opět zpřísněny rakouské báňské předpisy. Nejen, že bylo zakázáno používat mazadla obsahující kyseliny, ale lana, která zajišťovala jízdu osob, musela být měněna každý rok. Předpisy také určily, že některé jámy jsou tzv. mokré, a musí se podrobit dalším nařízením.
V roce 1922 zkontrolovala německá komise v Porúří a ve Slezsku těžní lana. Téměř polovina lan, tedy 71 lan měla závadu. Většina závad nebyla provozně nebezpečná, ale u 22 lan byla nařízena jejich výměna. Důvodem byly rozpletené prameny, koroze a velký počet přetržených drátů. Komise označila lano se 64 porušením drátu za vyhovující, protože předpokládala, že se jedná o opakované poruchy na několika vadných drátech. V tomto případě se únosnost zmenšila o pouhých 5 %. Zjištění opakované poruchy jednoho drátu by umožnilo lano vyrobené podle patentu č. AT77213B „Drátěné lano s průběžným označením pro lokalizaci konkrétního drátu" firmy Felten & Guilleaume.
Po nehodě na šachtě Mattias Stinnes v Essenu bylo vzhledem k náladám ve společnosti zdůrazňováno, že nejde o přetržení těžního lana. Tato nehoda však ukázala, že i malá pevnost lana vyvažovacího může mít fatální následky.
Dne 21. července 1927 byl vydán nový řád německého báňského úřadu pro jízdu na laně. V Československu byly zásluhou Uhelné komise vydávány Hornopolicejní předpisy báňských úřadů Republiky československé. V jednotlivých svazcích byly vydávány předpisy jednoho báňského revírního úřadu. Svazek číslo 11 byl věnován předpisům vydaným Báňským revírním úřadem v Moravské Ostravě.
V roce 1930 došlo na dole Konstantin Veliký k třetímu přetržení lana během dvou let.
Stalo se, že právě prohlídka byla spouštěčem poruchy lana. Taková paradoxní situace nastala při pravidelné dvouměsíční prohlídce lana dne 6. února 1985 na Pomocné jámě ve Zlatých Horách (RD Jeseník). Při kontrole přejezdové rychlosti byly aktivovány záchyty. Následným spuštěním klece se na lanu vytvořily smyčky, které se zatáhly při jízdě nahoru, ale lano už bylo poškozeno.
Požadavky na těžní lana jsou obsaženy ve Vyhlášce č. 415/2003 Sb. (Vyhláška, kterou se stanoví podmínky k zajištění bezpečnosti a ochrany zdraví při práci a bezpečnosti provozu při svislé dopravě a chůzi)

## Výrobce lan
Výrobcem lan jsou např. Železárny a drátovny Bohumín. Při výrobě používají dráty se speciálním povrchem odolávajícím korozi. Lano je vyplněno plastem.